# Vasyl Virastyuk

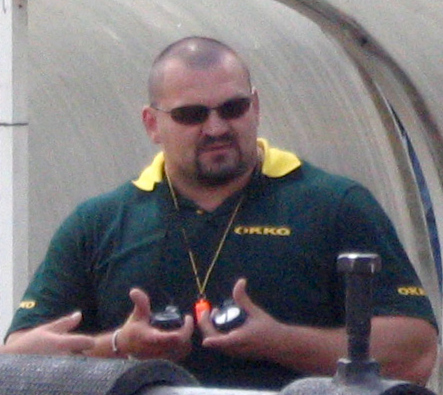
Vasyl Virastyuk, 2008

Vasyl Virastyuk es un strongman de Ucrania ganador de El hombre más fuerte del mundo en 2004.
Vasyl había llegado a la final en la competición de 2003 cuando salió en tercer puesto. Al año siguiente los finalistas fueron el (que ganó) Mariusz Pudzianowski y Žydrūnas Savickas. Pudzianowski ganó la competición al año siguiente.

## El hombre más fuerte del mundo IFSA
Desde 2005 Vasyl Virastyuk compite en el El hombre más fuerte del mundo IFSA, que fue ganado en 2005 y 2006 por Žydrūnas Savickas, y el 14 de septiembre de 2007 por Virastyuck. Vasyl Virastyuck es el primer hombre en ganar los dos campeonatos principales de strongman.
- Wikimedia Commons alberga una categoría multimedia sobre Vasyl Virastyuk.

| El hombre más fuerte del mundo      |                |                                    |
| precedido por: Mariusz Pudzianowski | Primero (2004) | sucedido por: Mariusz Pudzianowski |

| El hombre más fuerte del mundo IFSA |                |                 |
| precedido por: Zydrunas Savickas    | Primero (2007) | sucedido por: ? |

- Datos: Q2601051
- Multimedia: Vasyl Virastyuk / Q2601051